# Bunker (Missouri)
Pour les articles homonymes, voir Bunker.
Bunker est une ville des comtés de Dent et Reynolds, dans le Missouri, aux États-Unis,. Située à la frontière des deux comté, elle est fondée en 1907 par Sylvanus J. Bunker, un homme d'affaires. Elle est  incorporée en 1908.

## Démographie
Lors du recensement de 2010, la ville comptait une population de 750 habitants. Elle est estimée, en 2016, à 731 habitants.

## Source de la traduction
- (en) Cet article est partiellement ou en totalité issu de l’article de Wikipédia en anglais intitulé « Bunker, Missouri » (voir la liste des auteurs).